# Xi Jiang
El riu Xi (en xinès: 西江, Xī Jiāng, “riu de l'oest”), romanitzat com: Si Kiang. És un afluent del riu Perla a la República Popular de la Xina. Està format per la confluència dels rius Gui i Xun a Wuzhou, Guangxi. Flueix a través de Guangdong, i entra al delta del riu Perla a Zhaoqing. La branca principal passa just a l'oest de Macau a qui proporciona aigua. És navegable en tota la seva llargada. El sistema del riu Xi té 2.197 km, i, a la Xina, el seu volum d'aigua, 7.410 m³/s, només el supera el Iang-Tsé. Hi ha un altre riu anomenat Xi afluent menor del riu Jiulong al nord-oest de Xiamen.